# Réseau d'information et de valorisation de l'environnement
 (février 2020).
- Si vous ne connaissez pas le sujet, laissez ce bandeau (vous pouvez alors contacter les auteurs).
- Si vous supprimez le contenu mis en cause (vous pouvez préalablement contacter les auteurs),

argumentez précisément cette suppression dans la page de discussion
(un manque de référence n'est pas un argument ; une recherche réelle de référence doit avoir été effectuée, être formellement documentée).
 (juin 2017).
Si vous disposez d'ouvrages ou d'articles de référence ou si vous connaissez des sites web de qualité traitant du thème abordé ici, merci de compléter l'article en donnant les références utiles à sa vérifiabilité et en les liant à la section « Notes et références ».
Le Réseau d’Information et de Valorisation de l’Environnement (RIVE), est un réseau de centres de ressources spécialisés en environnement ou abordant un ou plusieurs champs de l’environnement (santé, architecture, eau…).
Il est composé de centres de ressources implantés dans l’ancienne région Nord-Pas-de-Calais. 

## Histoire
Le réseau a été créé en 1996 sous le nom de Doc-Environnement 121, 121 correspondant à la somme des numéros des départements du Nord (59) et du Pas-de-Calais (62). Ce nom visait à marquer symboliquement l’implantation dans l’ex-région Nord-Pas-de-Calais et la volonté de liens très forts du réseau entre ses membres.
La naissance de réseau a été possible grâce à la volonté de sept organismes :
- Maison de la Nature et de l’Environnement (maintenant Maison régionale de l'environnement et des solidarités (MRES) depuis 2006)
- Direction Régionale de l’Environnement du Nord-Pas de Calais (maintenant DREAL depuis 2009)
- Conseil d’Architecture, d’Urbanisme et de l’Environnement du Nord
- Espace Naturel Régional
- Observatoire de l’Environnement Littoral et Marin (organisme disparu)
- Agence de l’Eau Artois-Picardie
- Alias (Association Lilloise d'Information et d'Animation Scientifique) (Forum départemental des Sciences depuis 1996)
- Agence Régionale de l’Énergie Nord-Pas de Calais (organisme disparu)

En 2006, le réseau change de nom et devient RIVE, « Réseau d’Information et Valorisation de l’Environnement ». Il se dote également d’une nouvelle charte, d’une identité visuelle, de supports de communication (affiche, flyer, marque-page) et d’un site web.

## Objectifs principaux
Ils sont au nombre de trois :
- rendre accessible l’information sur l’environnement,
- veiller à la diversité et la complémentarité de centres de ressources pour assurer un éventail d’informations le plus riche possible,
- favoriser l’échange de savoir-faire entre les membres du réseau.

## Membres
En 2017, le réseau se compose des organismes suivants :
- Agence de l’Eau Artois-Picardie
- CAUE du Nord
- CAUE du Pas-de-Calais
- CEREMA Nord-Picardie
- Agence de développement et d’urbanisme de Lille métropole
- Agence d'urbanisme et de développement de la région Flandre-Dunkerque (AGUR)
- Parc naturel régional de l’Avesnois
- Département du Nord
- École nationale supérieure d'architecture et de paysage de Lille
- CPIE Bocage de l’Avesnois
- Learning center de Dunkerque
- Espaces Naturels Métropolitains
- ILIS
- DREAL Hauts-de-France
- Agence de développement d’urbanisme de la Sambre
- Conservatoire botanique national de Bailleul
- Département du Pas-de-Calais
- Parc naturel régional Scarpe-Escaut

Le réseau est composé d’organismes de statut juridique et de taille très divers. Ils représentent divers champs de l’environnement : urbanisme, eau, biodiversité, santé, social, aménagement…

## Fonctionnement
Le réseau n’a pas de statut juridique propre, les membres du réseau s’engagent à respecter une charte (lien), qui définit les grands principes de fonctionnement.
Celui-ci est basé sur la motivation, la volonté de travailler ensemble et de partager.
Plus concrètement, le réseau se réunit environ tous les trimestres dans un des centres de ressources du réseau. Le lieu est différent à chaque réunion et le choix se fait sur le volontariat. Cela permet de découvrir et de mieux connaître le fonctionnement des différents centres de ressources.
La réunion est régulièrement l’occasion de faire intervenir un professionnel de l’organisme d’accueil pour présenter une thématique en rapport avec l’environnement.
L’ordre du jour comporte également un moment d’échanges entre les participants sous forme d’un tour de table autour d’une thématique sur le métier de l’infodoc, choisie de manière collective lors de la précédente réunion. Il peut s’agir de sujets très larges (la gestion des images, des abonnements, la veille…) ou plus précises (l’utilisation d’un logiciel, présentation d’un projet…).
L’animation du réseau se fait par deux animateurs choisis parmi les membres du réseau, toujours sur la base du volontariat. Ce binôme est renouvelé tous les ans.
Pour certains projets, un groupe de travail peut se constituer afin d’être plus efficace. Ce groupe de travail présente le résultat de ses travaux et les fait valider lors des réunions du réseau.

## Réalisations
Même si le réseau RIVE n’a pas vocation à créer ou réaliser des produits ou services spécifiques, ses membres ont mené un certain nombre de projets pour servir l’objectif de diffusion de l’information au plus grand nombre.
Une des premières réalisations a été la création d’un bulletin de littérature grise. Ce document, au format papier, regroupait la totalité des références des documents produits dans l’année par les membres du réseau. Il était diffusé à l’ensemble des membres du réseau qui le diffusaient à leur tour au sein de leurs organismes respectifs.
En 2006, le site web rivedoc.org a été créé. Le cahier des charges et le suivi du projet a été réalisé par les membres du réseau, la réalisation graphique par l’AEAP et la réalisation informatique par la DREAL. La DREAL assure également l’hébergement et la gestion du nom de domaine. L’AEAP a également décliné la charte graphique du site en supports de communication papier.
Ce site a été construit dans une logique de portail pour mieux diriger l’internaute vers le bon centre de ressources, grâce à une liste de thématiques élaborée par le réseau.
En 2010, le réseau a créé une page Facebook pour diffuser les informations sur ce réseau social.